# 유럽민주화운동

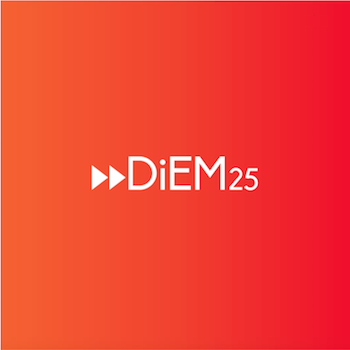

유럽민주화운동(Democracy in Europe Movement 2025, 또는 DiEM25)은 유럽의 좌파 계열 정치, 경제, 시민사회 단체의 이름이자 동시에 이 단체 주도로 진행되는 사회 운동의 이름이다. 이 단체는 범유럽 정당을 지향하고 있다.
그리스 급진좌파연합(시리자) 재무장관 출신의 야니스 바루파키스의 주도로 2016년 2월 9일, 독일 베를린에서 출범하였다. 야니스 바루파키스에 따르면 유럽민주화운동의 목표는 민주주의가 실종한 유럽연합을 포함하는 범유럽의 민주주의 및 투명성의 확대라고 한다.

## 같이 보기
- 급진좌파연합
- 야니스 바루파키스